# 栃沢助造
栃沢 助造（とちざわ すけぞう、1909年（明治42年）3月25日 - 1989年（平成元年）11月10日）は元日本放送協会（以後NHK）専務理事。

## 略歴
1909年（明治42年）3月25日富山県黒部市で生まれる。1933年（昭和8年）に法政大学を卒業する。
逓信省の勤務を経て、NHKに入局する。NHK名古屋中央放送局長、NHK経理局長などを経て、1963年（昭和38年）からNHK専務理事に就任する（ - 1965年（昭和40年））。　
1989年（平成元年）11月10日に死去、80歳。

## 人物
1975年（昭和50年）に藍綬褒章を受章し、1980年（昭和55年）に勲三等瑞宝章を受章する。